# Incubatrice neonatale
L'incubatrice neonatale è un dispositivo medico chiuso, che riproduce condizioni simili a quelle della vita intrauterina, destinato ad ospitare neonati pretermine o sottopeso, assicurando loro il giusto grado di ossigenazione, temperatura, umidità, nutrimento, fino a quando non siano in grado di sopravvivere autonomamente nelle normali condizioni ambientali.

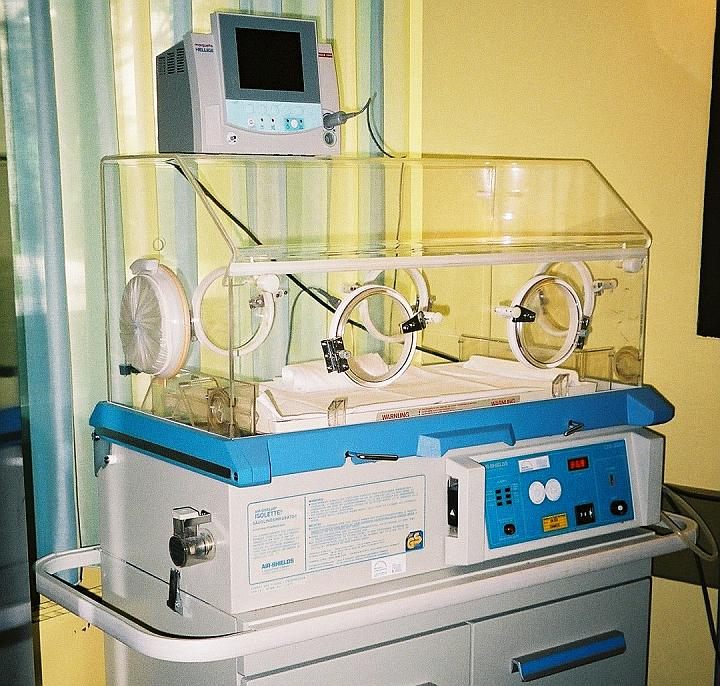
Un modello di incubatrice neonatale

## Storia
I primi dispositivi di questo tipo vennero ideati in Francia nella seconda metà del diciannovesimo secolo e il suo uso corrente si diffuse a partire dal 1898 anche negli Stati Uniti, dove il professore di ostetricia Joseph B. DeLee per primo progettò e mise a punto delle incubatrici nell'ospedale Lying-In di Chicago.
Da allora numerosi progressi sono stati compiuti grazie alla disponibilità di nuovi materiali e di tecnologie sempre più avanzate, applicate al settore medico.

## Caratteristiche dell'incubatrice
Attualmente l'incubatrice neonatale è costituita da un abitacolo con copertura realizzata in materiale trasparente (di solito policarbonato), sotto la quale viene mantenuta un'atmosfera arricchita di ossigeno e resa sterile grazie alla presenza di appositi microfiltri che trattengono le particelle dell'aria in entrata. Su tre lati dell'abitacolo sono presenti due aperture rotonde attraverso cui l'operatore può introdurre le mani per prendersi cura del neonato, o attraverso cui i genitori possono interagire con lui. La presenza di queste aperture evita gli sbalzi di temperatura che si verificherebbero se ogni volta venisse aperto il coperchio superiore dell'incubatrice e contribuiscono inoltre al mantenimento dell'atmosfera controllata e della sterilità.
Il neonato è adagiato su un vassoio su cui poggia un materassino morbido. Il vassoio può essere inclinabile dalla parte della testa o dei piedi e può essere collocato su una bilancia, in modo da tenere sempre il peso sotto controllo. Di solito l'incubatrice è collocata su un carrello che ne permette l'eventuale trasporto.
I parametri vitali del neonato (battito cardiaco, temperatura, attività respiratoria, peso, saturazione di ossigeno) e dell'atmosfera interna (temperatura, ossigenazione) vengono monitorati attraverso sistemi elettronici. Nel caso di anomalie, entrano in funzione sistemi di allarme visivo o acustico che consentono all'operatore di intervenire tempestivamente per ristabilire le condizioni ottimali.
I modelli attuali sono totalmente smontabili, per assicurarne la perfetta pulizia e sterilizzazione, e sono provvisti anche di un sistema di insonorizzazione che consente di limitare il rumore interno a meno di 60 dB onde evitare danni all'apparato acustico del neonato prodotti dai rumori delle ventole.

## Neonati destinati all'incubatrice
Generalmente necessitano dell'incubatrice i neonati che al momento della nascita sono sottopeso (meno di 2500 g) o che sono nati pre-termine, cioè prima delle 38 settimane di gestazione. In questi casi il mantenimento di una temperatura costante è uno dei fattori più importanti perché a causa della scarsa quantità di tessuto adiposo e dell'aumentata termodispersione, i neonati appartenenti a queste categorie non sono in grado di sopravvivere se non tenuti in un ambiente termico controllato.
Secondo fattore importante è l'umidità, che deve essere portata a valori tali (in genere all'80-90%) da limitare la disidratazione del bambino.
L'ossigenazione è un altro fattore essenziale per la sopravvivenza dei prematuri. Il loro apparato respiratorio può non essere sufficientemente maturo da permettere una respirazione autonoma e necessita pertanto dell'introduzione in trachea di una cannula che permette di aerare continuamente le vie respiratorie.
Il nutrimento nella maggior parte dei casi è somministrato direttamente in vena, soprattutto se l'apparato digerente del neonato non è ancora perfettamente maturo. Nel caso in cui il bambino abbia l'apparato digerente già in grado di funzionare, ma non sia ancora in grado di deglutire o di succhiare, viene introdotto invece un piccolo sondino naso-gastrico attraverso il quale si può somministrare anche latte materno in modo da abituarlo alla normale alimentazione.
Il periodo di permanenza del bambino nell'incubatrice varia da caso a caso. Nel caso dei neonati sottopeso, il periodo termina quando il neonato ha raggiunto il peso corretto; nel caso di neonati pre-termine è necessario verificare la maturità del sistema respiratorio e digerente prima di poterli dismettere. Successivamente i neonati possono essere sistemati in una culla termica e vengono comunque nutriti e monitorati ancora per alcuni giorni, al fine di un graduale adattamento all'ambiente esterno.

## Tipologie speciali di incubatrici
Per consentire agli operatori sanitari di monitorare al meglio i neonati prematuri, sono oggi progettate incubatrici destinate ai reparti di terapia intensiva, che consentono di compiere la maggior parte degli esami (analisi del sangue, ecografie, esami per la vista e l'udito, possibili TAC e radiografie) senza dover necessariamente spostare il neonato. In caso si rendesse necessario uno spostamento a grande distanza, esistono incubatrici adatte per lo spostamento da un ospedale all'altro e in grado di essere alloggiate in ambulanze, navi o elicotteri. Oltre ad essere più resistenti agli urti e più leggere delle incubatrici fisse, per garantire il corretto funzionamento durante il trasporto, queste incubatrici sono dotate anche di batterie e caricabatterie.